# Zweden op de Olympische Zomerspelen 1996
Zweden nam deel aan de Olympische Zomerspelen 1996 in Atlanta, Verenigde Staten.

## Medailleoverzicht
| Sport        | Olympiër                                                        | Onderdeel                      | Medaille |
| ------------ | --------------------------------------------------------------- | ------------------------------ | -------- |
| Atletiek     | Ludmila Engquist                                                | 100 m horden (v)               | Goud     |
| Kanovaren    | Agneta Andersson Susanne Gunnarsson                             | K2 500 m (v)                   | Goud     |
|              |                                                                 |                                |          |
| Boogschieten | Magnus Petersson                                                | individueel (m)                | Zilver   |
| Handbal      | Olympisch team                                                  | mannen                         | Zilver   |
| Zeilen       | Bobbie Lohse Hans Wallen                                        | Star klasse                    | Zilver   |
| Zwemmen      | Lars Frölander Anders Holmertz Anders Lyrbring Christer Wallin  | 4x200 m vrije slag (m)         | Zilver   |
|              |                                                                 |                                |          |
| Kanovaren    | Agneta Andersson Ingela Ericsson Anna Olsson Susanne Rosenqvist | K4 500 m (v)                   | Brons    |
| Worstelen    | Mikael Ljungberg                                                | Grieks-Romeins, tot 100 kg (m) | Brons    |

## Deelnemers en resultaten

### Atletiek
- Claes Albihn
- Kajsa Bergqvist
- Torbjörn Eriksson
- Malin Ewerlöf
- Tore Gustafsson
- Lars Hedner
- Jim Peter Karlsson
- Kent Larsson
- Torbjörn Mårtensson
- Sven Nylander
- Ludmila Narozhilenko-Engquist
- Jan Staaf
- Patrik Strenius
- Mattias Sunneborn
- Anders Szalkai
- Sara Wedlund
- Dag Wennlund

### Badminton
- Jan-Eric Antonsson
- Peter Axelsson
- Catrine Bengtsson
- Maria Bengtsson
- Margit Borg
- Christine Magnusson
- Jens Olsson
- Astrid Crabo
- Tomas Johansson
- Pär-Gunnar Jönsson

### Beachvolleybal
- Tom Englén
- Fredrik Peterson

### Boksen
- Ismael Koné
- John Hamed Larbi
- Attila Levin
- Stefan Ström
- Roger Pettersson
- Kwamena Turkson

### Boogschieten
- Magnus Petersson
- Christa Bäckman
- Göran Bjerendal
- Mikael Larsson
- Kristina Persson-Nordlander
- Jenny Sjöwall

### Gewichtheffen
- André Aldenhov
- Anders Bergström

### Handbal

#### Mannentoernooi
- Spelers
  - Andreas Larsson
  - Erik Hajas
  - Johan Pettersson
  - Magnus Andersson
  - Magnus Wislander
  - Martin Frändesjö
  - Mats Olsson
  - Ola Lindgren
  - Per Carlén
  - Pierre Thorsson
  - Robert Andersson
  - Robert Hedin
  - Staffan Olsson
  - Stefan Lövgren
  - Tomas Sivertsson
  - Tomas Svensson

### Judo
- Ursula Myrén

### Kanovaren
- Agneta Andersson
- Ingela Ericsson
- Anna Olsson
- Susanne Rosenqvist
- Jonas Fager
- Tom Krantz
- Paw Madsen
- Staffan Malmsten
- Henrik Nilsson
- Markus Oscarsson
- Mattias Oscarsson
- Susanne Wiberg-Gunnarsson

### Moderne vijfkamp
- Per-Olov Danielsson

### Paardensport
- Louise Nathhorst
- Annette Solmell
- Ulla Håkansson
- Tinne Wilhelmsson-Silfvén
- Peter Eriksson
- Maria Gretzer
- Rolf-Göran Bengtsson
- Malin Baryard-Johnsson
- Linda Algotsson
- Paula Törnqvist
- Fredrik Jönsson
- Therese Olausson
- Dag Albert

### Roeien
- Maria Brandin
- Anders Christensson
- Pontus Ek
- Johan Flodin
- Fredrik Hultén
- Kristina Knejp
- Monika Knejp
- Henrik Nilsson
- Mattias Tichy

### Schermen
- Helena Elinder
- Péter Vánky

### Schietsport
- Lennart Andersson
- Peter Gabrielsson
- Ragnar Skanåker

### Schoonspringen
| Olympiër         | Discipline    | Resultaat | Prestatie                                                                            |
| ---------------- | ------------- | --------- | ------------------------------------------------------------------------------------ |
| Joakim Andersson | 3 m plank (m) | 22e       | voorronde: 331.83 punten                                                             |
| Jimmy Sjödin     | 3 m plank (m) | 20e       | voorronde: 339.93 punten                                                             |
| Anna Lindberg    | 3 m plank (v) | 8e        | voorronde: 292.02 punten (2e) halve finale: 512.31 punten (2e) finale: 489.81 punten |

### Tafeltennis
- Peter Karlsson
- Jörgen Persson
- Pernilla Pettersson
- Åsa Svensson
- Marie Svensson
- Thomas von Scheele
- Jan-Ove Waldner

### Tennis
- Jonas Björkman
- Thomas Enqvist
- Magnus Gustafsson
- Nicklas Kulti

### Voetbal

#### Vrouwentoernooi
- Spelers
  - (1) Annelie Nilsson
  - (2) Cecilia Sandell
  - (3) Åsa Jakobsson
  - (4) Annika Nessvold
  - (5) Kristin Bengtsson
  - (6) Anna Pohjanen
  - (7) Pia Sundhage 
  - (8) Malin Swedberg
  - (9) Malin Andersson
  - (10) Ulrika Kalte
  - (11) Lena Videkull
  - (12) Ulrika Karlsson
  - (13) Camilla Svensson
  - (14) Maria Kun
  - (15) Julia Carlsson
  - (16) Hanna Ljungberg
- Bondscoach
  - Bengt Simonsson

### Wielersport
- Markus Andersson
- Michael Andersson
- Jan Karlsson
- Roger Persson
- Glenn Magnusson
- Michel Lafis
- Susanne Ljungskog

### Worstelen
- Mikael Ljungberg
- Usama Aziz
- Fariborz Besarati
- Tomas Johansson
- Torbjörn Kornbakk
- Martin Lidberg
- Anders Magnusson

### Zeilen
- Bobby Lohse
- Hans Wallén
- Björn Alm
- Johan Barne
- Boel Bengtsson
- Lena Carlsson
- John Harrysson
- Magnus Holmberg
- Fredrik Lööf
- Magnus Lövdén
- Malin Milbourn
- Mats Nyberg
- Fredrik Palm
- Henrik Wallin
- Marcus Westerlind

### Zwemmen
- Therèse Alshammar
- Lena Eriksson
- Lars Frölander
- Anders Holmertz
- Hanna Jaltner
- Louise Jöhncke
- Louise Karlsson
- Fredrik Letzler
- Josefin Lillhage
- Pär Lindström
- Anders Lyrbring
- Malin Nilsson
- Linda Olofsson
- Maria Östling
- Åsa Sandlund
- Johanna Sjöberg
- Johan Wallberg
- Christer Wallin

Afghanistan · Albanië · Algerije · Amerikaanse Maagdeneilanden · Amerikaans-Samoa · Andorra · Angola · Antigua‑Barbuda · Argentinië · Armenië · Aruba · Australië · Azerbeidzjan · Bahama's · Bahrein · Bangladesh · Barbados · België · Belize · Benin · Bermuda · Bhutan · Bolivia · Bosnië en Herzegovina · Botswana · Brazilië · Britse Maagdeneilanden · Brunei · Bulgarije · Burkina Faso · Burundi · Cambodja · Canada · Centraal-Afrikaanse Republiek · Chili · China · Chinees Taipei · Colombia · Comoren · Congo-Brazzaville · Cookeilanden · Costa Rica · Cuba · Cyprus · Denemarken · Djibouti · Dominica · Dominicaanse Republiek · Duitsland · Ecuador · Egypte · El Salvador · Equatoriaal-Guinea · Estland · Ethiopië · Fiji · Filipijnen · Finland · Frankrijk · Gabon · Gambia · Georgië · Ghana · Grenada · Griekenland · Groot-Brittannië · Guam · Guatemala · Guinee · Guinee-Bissau · Guyana · Haïti · Honduras · Hongarije · Hongkong · Ierland · IJsland · India · Indonesië · Irak · Iran · Israël · Italië · Ivoorkust · Jamaica · Japan · Jemen · Joegoslavië · Jordanië · Kaaimaneilanden · Kaapverdië · Kameroen · Kazachstan · Kenia · Kirgizië · Koeweit · Kroatië · Laos · Lesotho · Letland · Libanon · Liberia · Libië · Liechtenstein · Litouwen · Luxemburg ·  Macedonië · Madagaskar · Malawi · Malediven · Maleisië · Mali · Malta · Marokko · Mauritanië · Mauritius · Mexico · Moldavië · Monaco · Mongolië · Mozambique · Myanmar · Namibië · Nauru · Nederland · Nederlandse Antillen · Nepal · Nicaragua · Nieuw-Zeeland · Niger · Nigeria · Noord-Korea · Noorwegen · Oeganda · Oekraïne · Oezbekistan · Oman · Oostenrijk · Pakistan · Palestina · Panama · Papoea-Nieuw-Guinea · Paraguay · Peru · Polen · Portugal · Puerto Rico · Qatar · Roemenië · Rusland · Rwanda · Saint Kitts en Nevis · Saint Lucia · Saint Vincent en Grenadines · Salomonseilanden · Samoa · San Marino · Sao Tomé en Principe · Saoedi-Arabië · Senegal · Seychellen · Sierra Leone · Singapore · Slovenië · Slowakije · Soedan · Somalië · Spanje · Sri Lanka · Suriname · Swaziland · Syrië · Tadzjikistan · Tanzania · Thailand · Togo · Tonga · Trinidad en Tobago · Tsjaad · Tsjechië · Tunesië · Turkije · Turkmenistan · Uruguay · Vanuatu · Venezuela · Verenigde Arabische Emiraten · Verenigde Staten · Vietnam · Wit-Rusland · Zaïre · Zambia · Zimbabwe · Zuid-Afrika · Zuid-Korea · Zweden · Zwitserland